# Шевченко Людмила Григорівна
Людмила Григорівна Шевченко, також Шевченко-Савчинська (народилася 21 березня 1977 в селі Стецівка Звенигородського району Черкаської області) — науковець і поетеса, кандидат філологічних наук, доцент, викладач латинської мови та основ медичної термінології Українського медичного ліцею НМУ імені О. О. Богомольця.
Переклала низку творів з латинської мови. Автор праці «Давня література: з полону стереотипів» — першого в Україні науково-популярного видання з неолатиністики.

## Життєпис
Навчалася в Київському національному університеті імені Тараса Шевченка, вивчала класичну філологію.
З 1999 працювала старшим викладачем кафедри латинської мови Національного медичного університету імені О. О. Богомольця та Київського медичного університету (мови викладання — українська, російська, англійська).
У 2005 захистила кандидатську дисертацію за темою: «Етикетна латиномовна поезія в українській літературі XVI—XVIII ст.» (шифр спеціальності — 10.01.01).
У 2007—2012 за сумісництвом працює провідним фахівцем відділу міжнародних зв'язків НМУ імені О. О. Богомольця, курує англомовну форму навчання. З 2015 — доцент кафедри іноземних мов та соціально-гуманітарних дисциплін того ж закладу.
У 2015—2020 — керівник відділу розвитку та інновацій Київського медичного університету.

## Науково-професійні досягнення
Співавтор (з Костянтином Балашовим) книги «Давня література: з полону стереотипів», в якій йдеться про одну з забутих, але не втрачених сторінок української культури — літературу, написану латинською мовою. Книга витримала два видання.
Є співавтором:
- Підручника «Латинська мова. Підручник для медичних ліцеїв» (2013),
- Посібника для студентів вищих медичних навчальних закладів «Латиномовна медична термінологія» (2014);
- «Збірника тестів з латинської мови та медичної термінології» (2015).

Є автором навчальних програм факультативних курсів:
- «Латинська мова та основи європейської культури» для учнів 5-6 класів
- «Латинська мова та основи наукової термінології» для учнів 7-8 класів медичної гімназії (2015).

Співавтор освітньої програми з навчальної дисципліни «Латинська мова та медична термінологія» для підготовки фахівців другого (магістерського) рівня вищої освіти, галузь знань 22 «Охорона здоров'я», спеціальність 221 «Стоматологія» (2020, для НМАПО імені П. Л. Шупика).
Автор понад півсотні наукових статей, зокрема:
1. L. Shevchenko. Латинська мова як чинник творення особливого культурного порубіжжя. Studia Polsko-Ukraińskie, 136, 2019
2. Йоган Гербіній та його «Київ Підземний» (виступ на щорічній конференції Музею історії м. Києва, 2019 р.) 2019.
3. L. Shevchenko-Savchynska. Polemical Discourse in Joannes Josephowicz's Annalium urbis Leopoliensis tomus extravagans (1703). Themes of Polemical Theology Across Early Modern Literary Genres, 27-44, 2016
4. Л. Шевченко-Савчинська. Duo cum faciunt idem, non est idem. Studia Polsko-Ukraińskie 3, 161—167, 2016

З 2019 року працює у складі робочої групи МОН із розробки державної політики щодо розвитку англійської мови у сфері вищої освіти (на запрошення МОН); співавтор чинного документа «Концептуальні засади щодо розвитку англійської мови у сфері вищої освіти».

## Різне
З 2009 р. Людмила Шевченко — засновник інтернет-проекту «Медієвіст» (http://medievist.org.ua/ [Архівовано 16 червня 2011 у Wayback Machine.]), присвяченого науковому вивченню давньої української літератури. В рамках цього проекту Людмила Шевченко здійснює фаховий переклад з латинської мови, підготовку до друку та публікацію (більшість — уперше) творів українських авторів-неолатиністів.
Захоплюється поетичною творчістю.

## Відзнаки
- Подяка Київського міського голови Віталія Кличка — за багаторічну сумлінну працю, вагомий особистий внесок у розвиток медичної освіти та високий професіоналізм (2018).